# 郑世证
郑世证（1976年8月—），福建沙县人，中华人民共和国书法家，民盟盟员。毕业于中国书画函授大学。现为北京艺术交流中心特聘书法家、香港《中国画家》杂志特约记者、王铎故里书画院名誉院长。
在《中华诗词》、《美术大观》、《书法报》、《书法导报》、《美术报》、《中国书画报》、《羲之书画报》等报刊发表书法、中国画、篆刻、摄影、诗词、散文、通讯、美术评论等作品一千多件；入选首届全国青年美术书法作品展览、西泠印社首届国际篆刻书法大展。应邀参加都市之光全国百人书画家作品展览，多次在全国书法大赛中获金奖、一等奖；部分作品作品被选送日本、韩国、新加坡等十多个国家和地区展出，被国内各界人士及各大艺术馆、画廊、博物馆收藏；出版有《郑世证书法篆刻选》；个人简介及肖像等被收入《跨世纪中外书画艺术家辞典》、《中国教育界书画家大辞典》等十部大型辞典、专集；其艺术才华受到孙其峰、谢云等中国老一辈著名书法家的高度赞誉；《都市发展报》、《现代书画家报》等国内十多家报刊曾对其艺术作专栏或专版介绍。
曾应邀多次在北京、深圳、浙江等地为传统艺术学员讲授书法、篆刻、中国画、诗词的创作技巧。2004年至2005年期间受聘担任北京中国青少年书法协会秘书长。